# Koninkrijk Libië
Het koninkrijk Libië (Arabisch: المملكة الليبية), tot 1963 officieel het Verenigd Koninkrijk Libië, was de naam van Libië van 1951 tot 1969. Het land werd opgericht op 24 december 1951 toen de Britse mandaatgebieden Cyrenaica en Tripolitania samengevoegd werden met het Franse mandaatgebied Fezzan en onafhankelijk werd onder de naam Verenigd Koninkrijk Libië. Na een staatsgreep van enkele legerofficieren onder leiding van Moammar al-Qadhafi op 1 september 1969 werd de monarchie afgeschaft en de Libisch-Arabische Republiek opgericht. 